# Фулвия
Вижте пояснителната страница за други личности с името Фулвия.
Фулвия Флака Бамбула (на латински: Fulvia Flacca Bambula; * 80 пр.н.е.; † средата на 40 пр.н.е., Сикион до Коринт) e римска матрона. Тя е омъжена за Публий Клодий Пулхер, за Гай Скрибоний Курион и за Марк Антоний.

## Биография
Фулвия е дъщеря на изискания плебей Марк Фулвий Бамбалион от Тускулум и Семпрония Тудицани, дъщеря на Семпроний Тудицан. Прадядото на Фулвия по майчина линия е историкът Гай Семпроний Тудицан (консул 129 пр.н.е.).
Първият ѝ съпруг (от 58 пр.н.е.) е политическият демагог Публий Клодий Пулхер. Двамата имат хармоничен брак и две деца: син Публий Клодий Пулхер и дъщеря Клодия. Фулвия придружава съпруга си при всичките му пътувания. Съпругът ѝ е убит в улична битка в началото на 52 пр.н.е. в Бовиле извън Рим от политическия му конкурент Тит Аний Мило.
Фулвия се омъжва втори път за Гай Скрибоний Курион, талантлив и влиятелен народен трибун, убит в Африка в средата на 49 пр.н.е. Двамата имат син Гай Скрибоний Курион.
През 45 пр.н.е. Фулвия сключва трети брак с Марк Антоний. Те имат двама сина: Марк Антоний Антил (* 45, † 30 пр.н.е.), който след самоубийството на баща му е убит по нареждане на Октавиан, и Юл Антоний (* 42, † 2 пр.н.е.).
През февруари 40 пр.н.е. Фулвия заедно с децата си, с майката на Антоний и брат му Луций Антоний заминава през Поцуоли и Брундизиум за Гърция и там се разболява дълбоко наранена от любовните връзки на съпруга си.
Фулвия умира в средата на 40 пр.н.е. в Сикион до Коринт.